# Thum
Thum je grad u okrugu Erzgebirgskreis, u Slobodnoj državi Saskoj, Njemačka.

## Zemljopis
Grad se nalazi na Rudnoj gori, 10 km sjeverozapadno od Annaberg-Buchholza i 19 km južno od Chemnitza. Kroz grad protiče Jahnsbach, pritoka rijeke Zschopau. 

## Povijest
Thum se prvi put spominje 1389. godine u povijesnim zapisima iz nadbiskupije u Pragu. Od 14. stoljeća značaj rudarstva je stalno rastao, a povijesne knjige iz 1445. Thum opisuju kao mali rudarski grad.
Zadnja bitka Tridesetogodišnjeg rata u Saskoj se odigrala 15. siječnja 1648. u blizini Thum. Uništeno je tada i rudarstvo. U 18. i 19. stoljeću tekstilna industrija je bila glavni izvor prihoda za Thum.
Godine 1886. uskotračnom željeznicom povezan je s Wilischthalom.

## Gradovi partneri
- Žatec, Češka

## Vanjske poveznice
|  | Zajednički poslužitelj ima još gradiva o temi Thum |

- Službene stranice